# Puig de la Bateria
El Puig de la Bateria és una muntanya de 258 metres que es troba al municipi de Forallac, a la comarca catalana del Baix Empordà.